# Nelgesse
Der Nelgesse (russisch Нельгесе oder Нэлгэсэ; auch Nelgeche (Нельгехе) oder Nelgehe von jakutisch Нэльгэһэ) ist ein 566 km langer linker Nebenfluss der Adytscha im Flusssystem der Jana in Sibirien (Russland, Asien).
Der Fluss entsteht an der Ostflanke des dort über 1.900 m hohen südöstlichen Teils des Werchojansker Gebirges, durchfließt das Janaplateau in zunächst nördlicher, später nordöstlicher Richtung und mündet schließlich wenig nördlich des Polarkreises nahe der Siedlung Laso in die Adytscha. In Mündungsnähe ist der Nelgesse 65 m breit und 2,2 m tief; die Strömungsgeschwindigkeit beträgt 1,8 m/s, die mittlere Wasserführung 38,4 m3/s.
Das Einzugsgebiet des Nelgesse umfasst 15.200 km2. Es liegt vollständig auf dem Territorium der Republik Sacha (Jakutien).
Der Nelgesse gefriert von Ende September/Oktober bis Mai, wobei er von Dezember bis April bis zum Grund durchfriert.